# Bristol (Maine)
Bristol es un pueblo ubicado en el condado de Lincoln en el estado estadounidense de Maine. En el Censo de 2010 tenía una población de 2.755 habitantes y una densidad poblacional de 13,6 personas por km².

## Geografía
Bristol se encuentra ubicado en las coordenadas 43°53′22″N 69°28′24″O / 43.88944, -69.47333. Según la Oficina del Censo de los Estados Unidos, Bristol tiene una superficie total de 202.62 km², de la cual 88.05 km² corresponden a tierra firme y (56.55%) 114.57 km² es agua.

## Demografía
Según el censo de 2010, había 2.755 personas residiendo en Bristol. La densidad de población era de 13,6 hab./km². De los 2.755 habitantes, Bristol estaba compuesto por el 98.44% blancos, el 0.11% eran afroamericanos, el 0.18% eran amerindios, el 0.36% eran asiáticos, el 0% eran isleños del Pacífico, el 0.04% eran de otras razas y el 0.87% pertenecían a dos o más razas. Del total de la población el 0.47% eran hispanos o latinos de cualquier raza.